# Olympische Winterspiele 1960/Teilnehmer (Norwegen)
| Gelbes Symbol für Goldmedaillen mit stilisierten Olympischen Ringen | Graues Symbol für Silbermedaillen mit stilisierten Olympischen Ringen | Braundes Symbol für Bronzemedaillen mit stilisierten Olympischen Ringen |
| ------------------------------------------------------------------- | --------------------------------------------------------------------- | ----------------------------------------------------------------------- |
| 3                                                                   | 3                                                                     | —                                                                       |

Norwegen nahm an den VIII. Olympischen Winterspielen 1960 im US-amerikanischen Squaw Valley Ski Resort mit einer Delegation von 29 Athleten in sechs Disziplinen teil, davon 25 Männer und 4 Frauen. Mit drei Gold- und drei Silbermedaillen war Norwegen die sechsterfolgreichste Nation bei den Spielen.
Fahnenträger bei der Eröffnungsfeier war der Eisschnellläufer Knut Johannesen.

## Teilnehmer nach Sportarten

### Biathlon
- Henry Hermansen
20 km Einzel: 10. Platz (1:42:20,1 h)

- Jon Istad
20 km Einzel: 11. Platz (1:44:53,5 h)

- Ola Wærhaug
20 km Einzel: 7. Platz (1:38:35,8 h)

### Eisschnelllauf
Männer
- Nils Aaness
500 m: 24. Platz (42,5 s)
1500 m: Rennen nicht beendet

- Hroar Elvenes
500 m: 14. Platz (41,4 s)
1500 m: 39. Platz (2:24,9 min)

- Alv Gjestvang
500 m: 6. Platz (40,8 s)

- Knut Johannesen
500 m: 20. Platz (42,3 s)
1500 m: 11. Platz (2:14,5 min)
5000 m: Silber  (8:00,8 min)
10.000 m: Gold  (15:46,6 min, Weltrekord)

- Roald Aas
1500 m: Gold  (2:10,4 min)
5000 m: 25. Platz (8:30,1 min)
10.000 m: 23. Platz (17:26,8 min)

- Torstein Seiersten
5000 m: 4. Platz (8:05,3 min)
10.000 m: 6. Platz (16:33,4 min)

### Nordische Kombination
- Gunder Gundersen
Einzel (Normalschanze / 15 km): 11. Platz (433,048)

- Tormod Knutsen
Einzel (Normalschanze / 15 km): Silber  (453,000)

- Arne Larsen
Einzel (Normalschanze / 15 km): 6. Platz (444,613)

- Sverre Stenersen
Einzel (Normalschanze / 15 km): 7. Platz (438,081)

### Ski Alpin
Männer
- Oddvar Rønnestad
Abfahrt: 20. Platz (2:15,4 min)
Riesenslalom: 51. Platz (2:23,3 min)
Slalom: 14. Platz (2:23,3 min)

Frauen
- Inger Bjørnbakken
Riesenslalom: 20. Platz (1:45,5 min)
Slalom: 14. Platz (2:02,5 min)

- Marit Haraldsen
Abfahrt: 12. Platz (1:42,9 min)
Riesenslalom: disqualifiziert
Slalom: 11. Platz (1:59,8 min)

- Liv Jagge-Christiansen
Abfahrt: 30. Platz (1:51,2 min)
Riesenslalom: 24. Platz (1:46,4 min)
Slalom: disqualifiziert

- Astrid Sandvik
Abfahrt: 37. Platz (2:02,9 min)
Riesenslalom: 19. Platz (1:45,4 min)
Slalom: 36. Platz (2:29,4 min)

### Skilanglauf
Männer
- Hallgeir Brenden
15 km: 12. Platz (53:10,3 min)
30 km: 9. Platz (1:55:19,8 h)
50 km: 9. Platz (3:08:23,0 h)
4 × 10 km Staffel: Silber  (2:18:46,4 h)

- Håkon Brusveen
15 km: Gold  (51:55,5 min)
4 × 10 km Staffel: Silber  (2:18:46,4 h)

- Harald Grønningen
15 km: 11. Platz (53:02,2 min)
50 km: 14. Platz (3:11:17,1 h)
4 × 10 km Staffel: Silber  (2:18:46,4 h)

- Einar Østby
15 km: 4. Platz (52:18,0 min)
4 × 10 km Staffel: Silber  (2:18:46,4 h)

- Oddmund Jensen
30 km: 10. Platz (1:55:35,0 h)
50 km: 11. Platz (3:09:16,2 h)

- Magnar Lundemo
30 km: 16. Platz (1:58:46,8 h)

- Sverre Stensheim
30 km: 20. Platz (1:59:52,8 h)
50 km: 10. Platz (3:08:51,5 h)

### Skispringen
- Kåre Berg
Normalschanze: 13. Platz (207,4)

- Halvor Næs
Normalschanze: 11. Platz (209,8)

- Ole Tom Nord
Normalschanze: 23. Platz (200,2)

- Torbjørn Yggeseth
Normalschanze: 5. Platz (216,1)